# 红斑斗蟹
红斑斗蟹（学名：Liagore rubromaculata）为扇蟹科斗蟹属的动物。分布于日本、夏威夷、印度、红海、东非以及中国大陆的海南岛、福建等地，生活环境为海水，一般生活于水深15-30米的岩石岸边及珊瑚礁中。其生存的海拔范围为-30至-15米。